# In the Flat Field (Album)
In the Flat Field ist das erste Studioalbum der englischen Post-Punk-Band Bauhaus.

## Hintergrund
In the Flat Field wurde am 1. Oktober 1980 unter dem Label 4AD veröffentlicht. Trotz der fast durchweg schlechten Kritiken erreichte das Album hohe Platzierungen in den Independent-Charts und kletterte bis auf Platz 72 in den UK-Album-Charts. Das erste Album der Band wurde nach einer 30-Date-Tour durch England in den Southern Studios in London aufgenommen. Als die Band klare konzeptionelle Richtungen gefestigt hatte, beschlossen sie das Album selbst zu produzieren.
Eine gewisse Problematik erschließt sich bei dem Stück Double Dare, das zuvor in John Peels BBC-Radio-1-Programm erstmals preisgegeben wurde. Die Band hatte Probleme, den markanten Sound des Stückes im Studio ebenso wiederzugeben und stellte daher den Antrag an BBC, die dort gespielte Version des Stücks zu nutzen. Dieses bürokratische Unterfangen dauerte ebenfalls mehrere Monate.
Auf CD wurde das Album erstmals im April 1988, ebenfalls unter 4AD veröffentlicht. Diese Wiederveröffentlichung beinhaltete acht Bonus-Tracks wie unter anderem die Singles Dark Entries, Terror Couple Kill Colonel und eine Coverversion von T.Rex’ Telegram Sam.

## Rezeption und Stil
Die Musik wird dem im Post-Punk-Umfeld entstandenen Urstil des Gothic Rock zugerechnet, welcher in der zweiten Hälfte der 1990er Jahre als Gothic Punk bekannt und rückwirkend auch zuvor erschienenen Veröffentlichungen zugeschrieben wurde. Zum Teil sind und waren auch weitere kulturwissenschaftliche und marktwirtschaftlich geprägte Stilbegriffe zur Umschreibung des gleichen Stils gebräuchlich.
Das Album In the Flat Field wird von vielen Kritikern als erstes Album des Gothic-Genres angesehen.
Die britische Musikzeitschrift NME umschrieb In the Flat Field 1980 mit der Überschrift Gothick as a brick das Debüt-Album von Bauhaus.

„Der Text dazu definierte Bauhaus als das neuste Produkt eines‚ harten, punkig-modernistischen Schwarzweiß-Crossovers‘… kurz davor, einen potentiell riesigen Markt anzuzapfen, der sich durch die frühen Arbeiten von Siouxsie and the Banshees und Joy Division aufgetan hat.“

Ein Jahr nach der ersten Single von Joy Division 1979 präsentierten sich auch Bauhaus das erste Mal mit dem Song Bela Lugosi’s Dead und füllten im folgenden Jahr mit In the Flat Field eine Lücke, die Adam Ant mit seiner Entwicklung in den New-Romantic-Pop hinterlassen hatte. Die „theatralisch-glamouröse […] Blasphemie“ von Bauhaus hatte eine höhere Anziehungskraft als „Bilderbuchmärchen über Piraten und Indianer“. Bauhaus kombinierten mit den erotisch und blasphemisch geprägten Texten Peter Murphys und ihrem Look, gemeinsam mit Siouxsie and the Banshees das Auftreten und Aussehen der aufkommenden Szene.

## Titelliste
A-Seite
1. Double Dare – 4:54
2. In the Flat Field – 5:00
3. A God in an Alcove – 4:08
4. Dive – 2:13
5. The Spy in the Cab – 4:31

B-Seite
1. Small Talk Stinks – 3:35
2. St. Vitus Dance – 3:31
3. Stigmata Martyr – 3:46
4. Nerves

## Besetzung
- Peter Murphy – Gesang, Gitarre, Produktion & Cover Gestaltung
- Daniel Ash – Gitarre, Saxophon, Produktion,& Cover Gestaltung
- David J – Bass, Produktion, Cover Gestaltung
- Kevin Haskins – Schlagzeug, Produktion & Cover Gestaltung

Technik
- Paul Cook – Soundtechnik